# Windbach (Hydrographers Cove)
Koordinaten: 62° 13′ 0″ S, 58° 58′ 0″ W
Der Windbach ist ein Bach auf der Fildes-Halbinsel von King George Island, der größten der Südlichen Shetlandinseln. 
In der Südhälfte der Halbinsel fließt er zunächst wenige hundert Meter nordwärts und bildet südwestlich des Büdelbergs einen kleinen See, von dem er durch das Saunders Valley in ostsüdöstlicher Richtung zur Hydrographers Cove, einer Nebenbucht der Maxwell Bay, fließt.
Im Rahmen zweier deutscher Expeditionen zur Fildes-Halbinsel in den Jahren 1981/82 und 1983/84 unter der Leitung von Dietrich Barsch (Geographisches Institut der Universität Heidelberg) und Gerhard Stäblein (Geomorphologisches Laboratorium der Freien Universität Berlin) wurde der Bach zusammen mit zahlreichen weiteren bis dahin unbenannten geographischen Objekten der Fildes-Halbinsel neu benannt und dem Wissenschaftlichen Ausschuss für Antarktisforschung (Scientific Committee on Antarctic Research, SCAR) gemeldet.
Bei der zweiten Expedition, im antarktischen Sommer 1983/84, wurden am Bach umfangreiche hydrologische und geomorphologische Untersuchungen durchgeführt. Eines der Ergebnisse ist, dass im dortigen Boden kaum Wasserspeicherung stattfindet, sondern der Bach ausschließlich aus Oberflächen- und Sickerwasser gespeist wird.
Der kontinuierliche Basisabfluss beruht auf der sich über den ganzen Sommer hinziehenden Schneeschmelze, und nach Niederschlägen steigt binnen kurzer Zeit der Abfluss um ein Mehrfaches an.

## Quelle
- Dietrich Barsch, Wolf-Dieter Blümel, Wolfgang-Albert Flügel, Roland Mäusbacher, Gerhard Stäblein und Wolfgang Zick: Untersuchungen zum Periglazial auf der König-Georg-Insel, Südshetlandinseln/Antarktika. Deutsche physiogeographische Forschungen in der Antarktis. Bericht über die Kampagne 1983/84. Berichte zur Polarforschung Nr. 24, November 1985, Seiten 32 und 37–47; Karten S. 14 und 39. hdl:10013/epic.10024.d001, abgerufen am 24. Juli 2018